# Педро Аріспе
Педро Аріспе (ісп. Pedro Arispe; 30 вересня 1900, Монтевідео — 4 травня 1960) — уругвайський футболіст, захисник. Дворазовий олімпійський чемпіон, чемпіон Південної Америки, як асистент тренера — чемпіон світу 1930 року.

## Біографія
Народився в передмісті Монтевідео Парк Нельсон у спортивній сім'ї — його брати Домінго і Франсиско також стали футболістами «Рампла Хуніорс» і «Насьональ».
Починав грати на молодіжному рівні за «Бельграно Орієнталь» і «Реформерс», виступав також за «Альбіон Серро». З 1919 року протягом 17 років виступав за «Рампла Хуніорс», провівши за цю команду 300 ігор, що є рекордним показником в історії «червоно-зелених». У 1927 році допоміг своєму клубу стати чемпіоном Уругваю — це єдиний подібний титул для «Рампла» донині.
У складі збірної Уругваю був чемпіоном двох Олімпіад (1924 і 1928 років). Брав участь у європейському турне «Насьональ» 1925 року.
Був асистентом головного тренера збірної Уругваю на ЧС-1930. На тому турнірі збірну очолював цілий тренерський штаб з Аріспе, Ернесто Фіголь, Луїса Греко і Педро Олівьері, очолював штаб Альберто Суппічі.

## Титули і досягнення
- Олімпійський чемпіон: 1924, 1928
- Чемпіон Південної Америки: 1924
- Бронзовий призер Чемпіонату Південної Америки: 1929